# Jason Kouchak

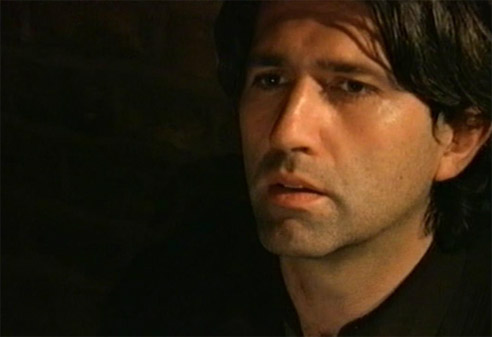
Jason Kouchak (2016)

Jason Mariano Kouchak (* 1969 in Lyon) ist ein (Lieder-)Komponist, Sänger und Pianist. Er tritt weltweit öffentlich auf und gab Wohltätigkeitskonzerte, unter anderem im Vereinigten Königreich, in Frankreich, Japan, Singapur und Hongkong.

## Jugend
Jason Mariano Kouchak wurde in Lyon in Frankreich geboren. In seiner Jugend besuchte er die Westminster School und studierte danach klassische Musik am Royal College of Music und an der Edinburgh University. Er ist ein Nachfahre des russischen Marinekommandanten Alexander Wassiljewitsch Koltschak.

## Karriere
Jason Kouchak hat fünf Alben produziert, von welchen, zwei in den Abbey Road Studios aufgenommen wurden. Er hatte Auftritte mit eigenen Werken bei BBC und beim japanischen Sender NHK. Seine Musik hat er weltweit aufgeführt, unter anderem in Hong Kong, Singapur, Japan, Paris (Salle Pleyel), St. Petersburg (Mariinski-Theater) und in London (Royal Festival Hall).
Andere Aufführungen von Jason Kouchak: The Moon represents my Heart, arrangiert für Julian Lloyd Webber und Jiaxing Cheng und zur Feier von Lloyd Webbers 60. Geburtstag im Chelsea Arts Club aufgeführt. Eine weitere Aufführung war im Jahr 2010 Chopins Bicentennial Guildhall Concert mit der Sängerin und Schauspielerin Elaine Paige.
In Paris hat er an einer Kabarettaufführung im Café de Paris und Café Royal gesungen.
2012 hat Kouchak mit Tom Stoppard am Galle Literary Festival gespielt. Im selben Jahr spielte er ein Klavierkonzert zur Eröffnung des London Chess Classic. 2017 wurde Kouchak zum Musikdirektor des 20. French Film Festival UK in London und Edinburgh berufen.

### Besondere Auftritte
Im Jahr 1990 war Jason Kouchak Gastkünstler beim 60. Geburtstag von Prinzessin Margaret.
1998 führte Kouchak seine Interpretation von Sakura für Kaiser Akihito im Victoria and Albert Museum (London) auf. 1995 hat er bei einer Kōbe-Erdbeben-Wohltätigkeitsveranstaltung gespielt. Das Stück wurde mit Julian Lloyd Webber für sein Album Cello Moods aufgenommen und vom Olympiateilnehmer Yuka Satō (Schlittschuhläufer) vorgestellt. Kouchak hat zum Victory Day mit dem Royal Philharmonic Orchestra (2011/2013) das russische Lied Dark is the Night am HMS Belfast aufgeführt.
Im März 2015 führte er anlässlich der offiziellen Eröffnungszeremonie des Emirates Airline Festival of Literature das Stück Scheherazade auf.

## Soziales Engagement
Jason Kouchaks soziale Initiativen bestehen aus zwei großen Schachplätzen für Kinder. Der eine, 2010 eröffnet, befindet sich im Holland Park London, der andere im Meadows Park Edinburgh. Er komponierte das Schach-Wohltätigkeits-Lied Moving Forward für CSC.
Im Jahr 2011 hat Kouchak den Kinderchor Tsubasa gegründet, der das Matsuri Festival eröffnete. Zum Jubiläum der englischen Königin 2012 führte er auf dem Trafalgar Square in London Jupiter aus Holsts Suite Die Planeten auf.

## Diskografie

### Alben
- 2017 Space Between Notes
- 2011 Comme d'Habitude
- 2008 Midnight Classics
- 2001 Forever
- 1999 Watercolours
- 1997 Première Impression
- 1997 Cello Moods (Sakura only)